# Surf Mesa

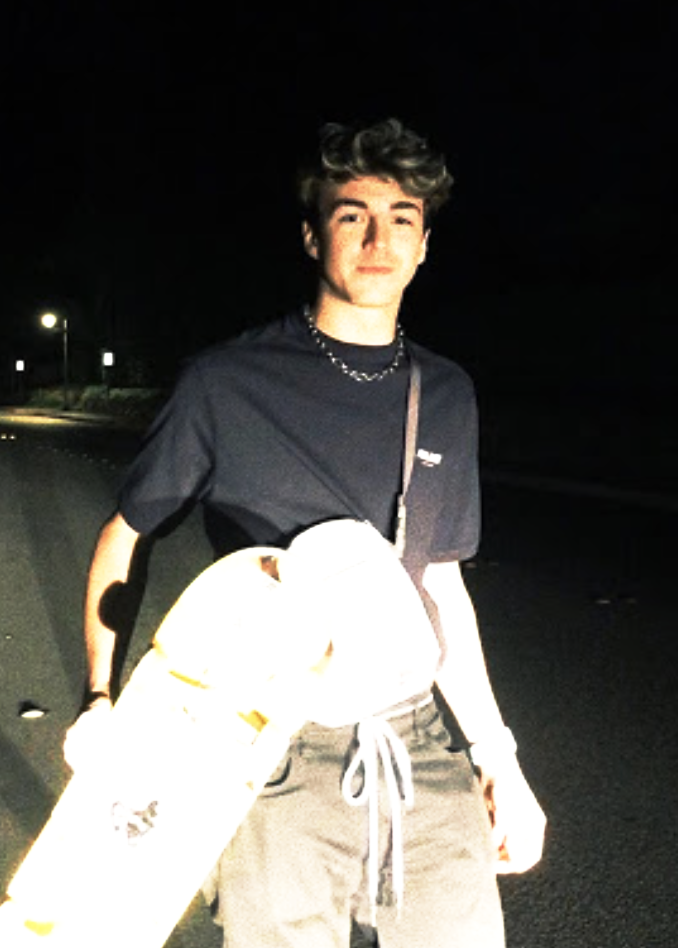
Surf Mesa (2020)

Surf Mesa (* 10. April 2000; eigentlich Powell Aguirre) ist ein US-amerikanischer Musikproduzent. Internationale Bekanntheit erlangte er mit der Single Ily (I Love you Baby), die im November 2019 veröffentlicht wurde.

## Karriere
Surf Mesa hat in der dritten Klasse die ersten Versuche mit der Software Fruity Loops Studio unternommen, um Musik zu produzieren. Nach der High School hatte er die Zusage, an einer technischen Hochschule Computerwissenschaften studieren zu können. Doch er hatte sich bei einem Unfall Schienen- und Wadenbein gebrochen und konnte drei Monate nicht laufen. In dieser Zeit beschloss er, Musikproduzent zu werden.

## Diskografie

### EPs
- 2019: Bedroom

### Singles
| Jahr | Titel Album             | Höchstplatzierung, Gesamtwochen, AuszeichnungChartplatzierungen (Jahr, Titel, Album, Platzierungen, Wochen, Auszeichnungen, Anmerkungen) | Höchstplatzierung, Gesamtwochen, AuszeichnungChartplatzierungen (Jahr, Titel, Album, Platzierungen, Wochen, Auszeichnungen, Anmerkungen) | Höchstplatzierung, Gesamtwochen, AuszeichnungChartplatzierungen (Jahr, Titel, Album, Platzierungen, Wochen, Auszeichnungen, Anmerkungen) | Höchstplatzierung, Gesamtwochen, AuszeichnungChartplatzierungen (Jahr, Titel, Album, Platzierungen, Wochen, Auszeichnungen, Anmerkungen) | Höchstplatzierung, Gesamtwochen, AuszeichnungChartplatzierungen (Jahr, Titel, Album, Platzierungen, Wochen, Auszeichnungen, Anmerkungen) | Höchstplatzierung, Gesamtwochen, AuszeichnungChartplatzierungen (Jahr, Titel, Album, Platzierungen, Wochen, Auszeichnungen, Anmerkungen) | Anmerkungen |
| Jahr | Titel Album             | DE | AT | CH | UK | US | Dance | Anmerkungen |
| ---- | ----------------------- | --- | --- | --- | --- | --- | --- | --- |
| 2019 | ILY (I Love You Baby) – | DE7 Platin · (28 Wo.)DE | AT5 (25 Wo.)AT | CH4 ×2Doppelplatin · (31 Wo.)CH | UK22 Gold · (19 Wo.)UK | US23 ×2Doppelplatin · (28 Wo.)US | Dance1 (60 Wo.)Dance | Erstveröffentlichung: 29. November 2019 Verkäufe: 4.133.333; feat. Emilee Original: Frankie Valli – Can’t Take My Eyes Off You |

Weitere Singles
- 2019: Taken Away (feat. Alexa Danielle)
- 2019: Warm Snow
- 2019: I Would
- 2019: Outside (mit Subtoll)
- 2019: White Sand
- 2020: Somewhere (feat. Gus Dapperton)
- 2021: Carried Away (feat. Madison Beer)
- 2021: Lose My Mind (feat. Bipolar Sunshine)
- 2021: Another Life (feat. Fletcher, Josh Golden)
- 2022: Marching Band
- 2022: State of My Heart
- 2023: City of Love

### Remixe
- 2019: Subtoll – Sleeper
- 2020: Marshmello & Halsey – Be Kind
- 2023: Illenium & Jvke – With All My Heart

## Auszeichnungen für Musikverkäufe
| Goldene Schallplatte - Dänemark - 2020: für die Single Ily (I Love You Baby) - Malaysia - 2020: für die Single Ily (I Love You Baby) - Neuseeland - 2020: für die Single Ily (I Love You Baby) Platin-Schallplatte - Australien - 2020: für die Single Ily (I Love You Baby) - Belgien - 2021: für die Single Ily (I Love You Baby) - Italien - 2021: für die Single Ily (I Love You Baby) - Portugal - 2020: für die Single Ily (I Love You Baby) - Spanien - 2023: für die Single Ily (I Love You Baby) | 3× Platin-Schallplatte - Polen - 2021: für die Single Ily (I Love You Baby) 4× Platin-Schallplatte - Kanada - 2023: für die Single Ily (I Love You Baby) Diamantene Schallplatte - Brasilien - 2024: für die Single Ily (I Love You Baby) - Frankreich - 2022: für die Single Ily (I Love You Baby) |

Anmerkung: Auszeichnungen in Ländern aus den Charttabellen bzw. Chartboxen sind in ebendiesen zu finden.
| Land/RegionAuszeichnungen für Musikverkäufe (Land/Region, Auszeichnungen, Verkäufe, Quellen) | Gold     | Platin       | Diamant     | Verkäufe  | Quellen                   |
| -------------------------------------------------------------------------------------------- | -------- | ------------ | ----------- | --------- | ------------------------- |
| Australien (ARIA)                                                                            | —        | Platin1      | —           | 70.000    | aria.com.au               |
| Belgien (BRMA)                                                                               | —        | Platin1      | —           | 40.000    | ultratop.be               |
| Brasilien (PMB)                                                                              | —        | —            | Diamant1    | 160.000   | pro-musicabr.org.br       |
| Dänemark (IFPI)                                                                              | Gold1    | —            | —           | 45.000    | ifpi.dk                   |
| Deutschland (BVMI)                                                                           | —        | Platin1      | —           | 400.000   | musikindustrie.de         |
| Frankreich (SNEP)                                                                            | —        | —            | Diamant1    | 333.333   | snepmusique.com           |
| Italien (FIMI)                                                                               | —        | Platin1      | —           | 70.000    | fimi.it                   |
| Kanada (MC)                                                                                  | —        | 4× Platin4   | —           | 320.000   | musiccanada.com           |
| Malaysia (RIM)                                                                               | Gold1    | —            | —           | 100.000   | Einzelnachweise           |
| Neuseeland (RMNZ)                                                                            | Gold1    | —            | —           | 15.000    | aotearoamusiccharts.co.nz |
| Polen (ZPAV)                                                                                 | —        | 3× Platin3   | —           | 150.000   | olis.pl                   |
| Portugal (AFP)                                                                               | —        | Platin1      | —           | 10.000    | audiogest.pt              |
| Schweiz (IFPI)                                                                               | —        | 2× Platin2   | —           | 40.000    | hitparade.ch              |
| Spanien (Promusicae)                                                                         | —        | Platin1      | —           | 60.000    | elportaldemusica.es       |
| Vereinigte Staaten (RIAA)                                                                    | —        | 2× Platin2   | —           | 2.000.000 | riaa.com                  |
| Vereinigtes Königreich (BPI)                                                                 | Gold1    | —            | —           | 400.000   | bpi.co.uk                 |
| Insgesamt                                                                                    | 4× Gold4 | 17× Platin17 | 2× Diamant2 |           |                           |